# 帕梅拉·拉伊
帕梅拉·拉伊（英語：Pamela Rai，1966年3月29日—），加拿大女子游泳运动员。她曾代表加拿大参加1984年夏季奥林匹克运动会游泳比赛，获得女子4×100米混合泳接力铜牌。